# Cindy Nelson
Cindy Nelson (n. 19 august 1955, Lutsen Township⁠(d), Minnesota, SUA) este o schioare alpină ce a reprezentat Statele Unite ale Americii, medaliată olimpică. A participat la 2 ediții ale Jocurilor Olimpice (1976, 1980) în care a câștigat o medalie de bronz.